# Horomos

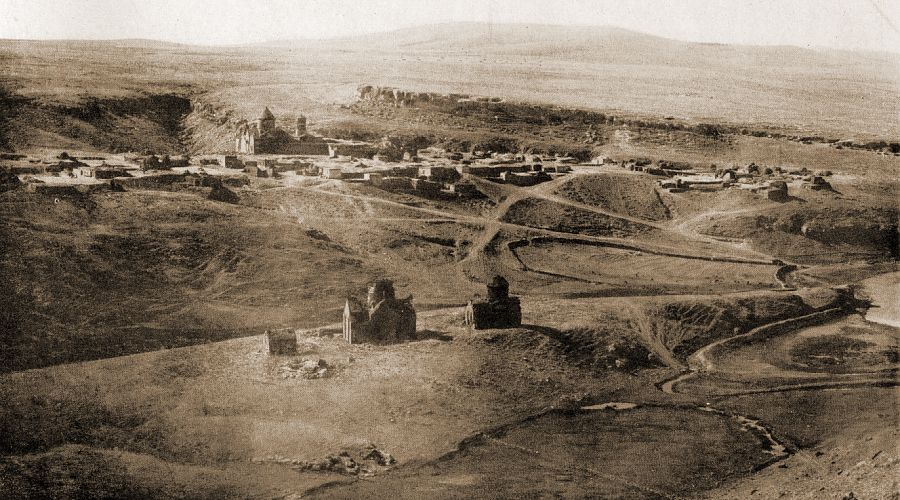
Der Klosterkomplex aus nordöstlicher Sicht, um 1911. Vorne der ältere Teil mit drei verfallenen Kirchen, im Hintergrund das Kloster St. Johannes auf der Höhe.

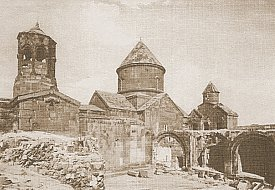
Klosterkirche 1901

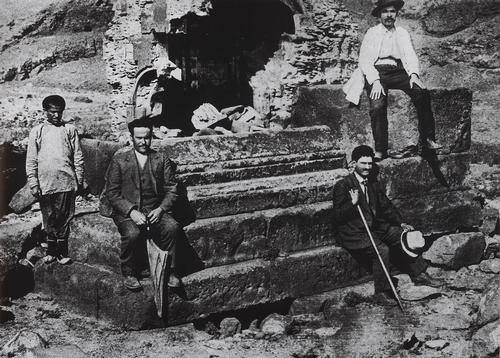
Das Grab König Aschots III., 1902

Das Kloster von Horomos (armenisch Հոռոմոս, türkisch Horomos manastırı, auch Koschawank) ist ein ruinöser armenischer Klosterkomplex aus dem 10. Jahrhundert, etwa 15 km nordöstlich von Ani im zentralen Landkreis der türkischen Provinz Kars nahe der armenischen Grenze. Das Kloster umfasst zwei Anlagen. Der Hauptteil liegt auf einer Art Halbinsel hoch über dem Fluss Achurjan (türkisch Arpaçay), der ältere und wohl ursprüngliche im Tal auf einer Anhöhe inmitten einer ausgetrockneten Flussschlinge.

## Geschichte
Horomos war eines der wichtigsten religiösen und kulturellen Zentren innerhalb des Königreichs Ani und wurde während der Regentschaft von König Abas I. (943–953) durch den Architekten Hovhannes erbaut. Im 11. Jahrhundert wurde südlich von der Ursprungsanlage durch König Hovhannes-Smbat III. (1020–1040) der zweite Komplex errichtet, darin die Kirche St. Johannes auf der Höhe (1038).
Mit Ende des Mittelalters gerät die klösterliche Siedlung aus dem Blick. Das Kloster wurde im 17. Jahrhundert wieder besiedelt, 1695 erneuert durch den Wardapet Daniel von Tigranakert (heute Silvan in der Provinz Diyarbakır) und 1788 durch Bischof Hovhannes von Schamb (in Sjunik). Von 1800 bis 1807 fanden hier die Mönche von Etschmiadsin Zuflucht. Bauarbeiten ließen 1852 Vardan von Odzun 1852 und 1868–1871 der Wardapet Grigor durchführen. In der russischen Zeit entstand beim Kloster ein Dorf und Horomos wurde Sitz des armenischen Bischofs von Kars. Das Kloster blieb aktiv bis zur Wiederangliederung des östlichen Gebietes der Demokratischen Republik Armenien an die Türkei (1920).
Ab dem Jahr 1965 wurde das Kloster von Horomos schrittweise als Teil der türkischen Regierungspolitik des kulturellen Genozids zerstört. Das bis 1920 erhaltene Grab von König Aschot III. (953–977) ist nicht mehr auffindbar. Einige Gebäude sind komplett verschwunden. Die Kuppel der St. Johannes-Kirche stürzte in den 1970er Jahren ein.
Eine Zugangserlaubnis wird, anders als bei der Kathedrale von Kars, nicht erteilt.